# Matete
Matete är en stadsdel (franska: commune) i Kinshasa. Antalet invånare är 268 781. Arean är 4,9 kvadratkilometer.